# 타마키 히로시
타마키 히로시(일본어: 玉木 宏 다마키 히로시[*], 1980년 1월 14일 ~ )는 일본의 배우, 가수이다.

## 내력
고등학교 2학년(만 16세) 때, 나고야시 지하 상가 사카에치카에서 현재 소속사 아오이 코퍼레이션의 사장인 아오이 테루요시에 스카우트되었다. 고등학교 졸업과 함께 도쿄로 상경하여, 1998년 TV 아사히 드라마 《안타까운》으로 배우 데뷔를 하였다.
1998년 상경 당시부터 2003년까지, 아르바이트를 하며, 주로 오디션으로 역을 얻는 생활이었다.
2001년 개봉된 영화 《워터 보이즈》에서 사토 카즈마사 역으로 주목을 받았고, 2003년 NHK 연속 TV 소설 《마음》에서 여주인공에 연정을 안는 하나비 쇼쿠닌 역을 연기해 인지도를 높혔다. 2004년 후지 TV 게츠쿠 드라마 《사랑스런 그대에게》에서는 여주인공을 짝사랑하는 요리사 견습생 역을 연기하고, 포카리 스웨트 등의 광고 출연으로 더욱 인지도도 높혀졌다.
2004년, WOWOW 드라마 W 《연애 소설》로 드라마 첫 주연. 같은 해 개봉한 영화 《아메마스의 강》으로 영화 첫 주연.
2006년, NHK 드라마 《빙벽》으로 연속 드라마 첫 주연. 이 작품은 제2회 〈생사를 건 도전〉이 2006년 11월 7일, ABU상 TV 드라마 프로그램 부문을 수상했다. 또한 이 해에는 NHK 대하드라마 《공명의 갈림길》에 첫 출연하였고, 영화 《다만, 널 사랑하고 있어》의 주연과 후지 TV 게츠쿠 드라마 《노다메 칸타빌레》에서 치아키 신이치 역을 연기해 일약 인기 배우 대열에 합류하며, 큰 인기를 얻었고, 작품 안에서 연기를 인정받아, 함께 주연을 맡은 우에노 쥬리와 2007년 2월, 엘란도르상 신인상을 수상했다.
2010년 4월 23일부터 2012년 3월 30일까지는 bayfm에서 첫 레귤러 라디오 프로그램 《Naked》의 진행을 맡았고, 같은 해 12월 5일에는 첫 네비게이터 프로그램 《다빈치의 지문》이 방송되는 등 여러 방면에서 활동을 늘여갔다.
NHK 대하드라마는 2006년 《공명의 갈림길》을 시작으로, 2008년 《아츠히메》, 2012년 《타이라노 키요모리》에 출연, 총 3번의 대하드라마에 출연했다.
2012년 9월 26일에 중국에서 개봉된 영화 《조조: 황제의 반란》에 출연. 해외 영화는 이 작품이 처음이다. 10월 26일부터 2013년 3월 22일까지는 후지 TV 《아이언 셰프》로, 요리 프로그램 진행을 처음으로 맡았다.
2015년, NHK 연속 TV 소설 《아침이 온다》로, 주인공의 남편·시라오카 신지로 역을 연기해, 주간 더 텔레비전 주최의 드라마 아카데미상 조연 남우상을 수상했다.

### 음악 활동과 사진 작가
- 배우로 활동하면서, 가수로서도 음악 활동을 병행하고 있다[6].
- 2003년 영화 《ROCKERS》에서 기타리스트 역을 연기한 계기로, 2004년 6월 2일에 첫 싱글 〈Seasons〉로 가수 데뷔하였다[7].
- 2006년, 소속 레코드 회사를 에이벡스로 이적해, 전국 투어를 실시. 2010년에는 홍콩, 대한민국에서 아시아 투어를 실시하는 등 적극적인 활동을 이어가고 있다[8].
- 2011년, 소속 레코드 회사 유니버설 뮤직으로 이적하고, 첫 중화민국 공연을 시작으로 일본 내 홀 공연을 포함한 투어 《RGB 2011》를 실시한다. 같은 해 11월에 데뷔후 처음으로 사진전, 다이아몬드를 테마로 한 《TASAKI Timeless Message Photo Gallery》를 개최하였다[9].

## 인물·취미·에피소드
- 취미는 카메라(사진 찍기), 특기는 수영.
- 자신의 집의 일부를 암실로 개조하였다[10].
- 공 던지기·양궁 등 스포츠를 할 때는 왼손잡이로, 젓가락·칼·붓 등 평소에는 오른손을 쓴다.
- 바쁜 가운데서도 자신만의 시간을 만들기 위해, 기상 시간도 1 ~ 2시간 일찍 일어나 취미 활동을 하고 있다[11].
- 음식의 좋고 싫음이 분명하며, 많다. 평소에 육식을 좋아하고 특히 갈매기살을 가장 좋아한다. 그 외에도 초콜릿이나 단팥죽, 쇼트 케이크 등 과자도 좋아해, 자신이 출연했던 미스터 도너츠는 학생 시절부터 〈코코넛 초콜릿〉은 아침 식사로 먹기도 했다.
- 싫어하는 것은 매실과 낫토, 유자, 수박, 참외, 오이, 생강 등이다. 또한 술은 거의 못한다.
- 양말을 신는 것을 너무 싫어해서, 평소에는 기본적으로는 맨발이나 샌들을 신고 있다. 하지만 집에는 많은 신발을 가지고 있지만 실제로는 신지 않기 때문에 대부분이 새 것이다[12].
- 만화가 사쿠라 모모코의 팬이다. 좋아하는 텔레비전 애니메이션은 《마루코는 아홉살》과, 《사자에상》, 《도라에몽》이다.

## 출연

### 드라마
- 세쓰나이 제21화 (1998년 8월, TV 아사히)
- 나 이상해? (1998년 8월 9일, TBS)
- GTO 제10화 (1998년 9월 8일, 칸사이 TV) - 타마키 역
- 세미 더블 (1999년 4월 ~ 6월, 후지 TV)
- 위험한 방과 후 제7화 (1999년 5월 24일, TV 아사히) - 하야미 와타루 역
- 국산 귀여운 딸 제25화 (1999년 9월 22일, TV 도쿄)
- 천국에서 가장 가까운 남자 제3화 (1999년 12월 2일, TBS)
- 와카레사세야 제6화 (2001년 2월 12일, 요미우리 TV)
- 상처투성이의 러브송 (2001년 10월 ~ 12월, 후지 TV) - 케이타 역
- SABU~사부~ (2002년 5월 14일, 나고야 TV) - 킨타 역
- 통판맨 (2002년 7월 ~ 9월, TV 아사히) - 히라바야시 켄 역
- 내가 지구를 구한다 제4화 (2002년 7월 25일, TBS) - 오오쿠보 신이치 역
- 리모트 (2002년 10월 ~ 12월, 닛폰 TV) - 우에시마 싱고 역
- 신춘 드라마 스페셜 〈꽁치의 맛〉 (2003년 1월 3일, 후지 TV) - 히라야마 가즈오 역
- 연속 TV 소설 (NHK)
  - 마음 (2003년 3월 ~ 9월) - 홋타 다쿠미 역
  - 아침이 온다 (2015년 9월 ~ 2016년 4월) - 시라오카 신지로 역
    - 아침이 온다 스핀오프 짚신도 짝이 있다 (2016년 4월 23일, NHK BS 프리미엄)
- 중학생 일기 시즈오카 방랑 편 새로운 노래 전편/후편 (2003년 9월 20일/27일, NHK)
- 워터보이즈 (2003년 7월 ~ 9월, 후지 TV) - 사토 가즈마사 역 ※우정 출연
- 드라마 W 〈연애 소설〉 (2004년 3월 14일, WOWOW) - 주연·구보 사토시 역
- 사랑스런 그대에게 (2004년 4월 ~ 6월, 후지 TV) - 오리하라 싱고 역
- 라스트 크리스마스 (2004년 10월 ~ 12월, 후지 TV) - 히가키 나오야 역
- 휴먼 드라마 스페셜 〈천국으로의 캘린더〉 (2005년 5월 20일, 후지 TV) - 모치즈키 하야토 역
- 붉은 운명 (2005년 10월 4일 ~ 6일, TBS) - 요시노 슌스케 역
- 빙벽 (2006년 1월 ~ 2월, NHK) - 주연·오쿠데라 쿄헤이 역
- 대하드라마 (NHK)
  - 공명의 갈림길 (2006년) - 야마우치 야스토요 역
  - 아츠히메 (2008년) - 사카모토 료마 역
  - 타이라노 키요모리 (2012년) - 미나모토노 요시토모 역
- 톱 캐스터 (2006년 4월 ~ 6월, 후지 TV) - 카니하라 켄스케 역
- 노다메 칸타빌레 (2006년 10월 ~ 12월, 후지 TV) - 주연·치아키 신이치 역
  - 노다메 칸타빌레 in 유럽 (2008년 1월 4일 ~ 5일, 후지 TV)
- 치비 마루코 짱 (2006년 10월 31일, 후지 TV) - 젊은 날의 사쿠라 히로시 역
- 별 하나의 밤 (2007년 5월 25일, 후지 TV) - 이와사키 다이키 역
- 적은 혼노지에 있다 (2007년 12월 16일, TV 아사히) - 오다 노부나가 역
- 사슴 남자 (2008년 1월 ~ 3월, 후지 TV) - 주연·오가와 타카노부 역
- 러브 셔플 (2009년 1월 ~ 3월, TBS) - 주연·우사미 케이 역
- MW-뮤- 제0장 ~악마의 게임~ (2009년 6월 30일, 닛폰 TV) - 유키 미치오 역
- 기묘한 이야기 20주년 스페셜 가을~인기 작가 경연 편~ 〈살의 취급 설명서〉 (2010년 10월 4일, 후지 TV) - 주연·키타니 싱고 역
- 길티 악마와 계약한 여자 (2010년 10월 ~ 12월, 칸사이 TV) - 마시마 타쿠로 역
- 마츠모토 세이쵸 드라마 스페셜 〈모래 그릇〉 (2011년 9월 10일 ~ 11일, TV 아사히) - 주연·요시무라 히로시 역
- 미야베 미유키 4주 연속 “극상” 미스터리 최종밤 〈레벨 7〉 (2012년 5월 28일, TBS) - 주연·오가타 유지 역
- 열쇠가 잠긴 방 제10 ~ 최종화 (2012년 6월 18일 ~ 25일, 후지 TV) - 사토 마나부 역
- 금요 로드 SHOW! 특별 드라마 기획 〈가족, 빌려 드립니다~패밀리 콤플렉스~〉 (2012년 7월 27일, 닛폰 TV) - 주연·야마무로 슈지 역
- 결혼하지 않는다 (2012년 10월 ~ 12월, 후지 TV) - 쿠도 준페이 역
- dinner 제1화 (2013년 1월 13일, 후지 TV) - 타마키 히로시(본인) 역
- 드라마 스페셜 〈사건 구명의~IMAT의 기적~〉 (2013년 10월 6일, TV 아사히) - 주연·휴가 아키라 역
  - 사건 구명의 2~IMAT의 기적~ (2014년 6월 15일, TV 아사히)
- NHK 정월 시대극 〈사쿠라 호사라〉 (2014년 1월 1일, NHK) - 주연·후루하시 쇼노스케 역
- 내가 싫어하는 탐정 (2014년 1월 ~ 3월, TV 아사히) - 우카이 모리오 역
- 오늘은 회사 쉬겠습니다. (2014년 10월 ~ 12월, 닛폰 TV) - 아사오 유 역
- 오리엔트 급행 살인사건 (2015년 1월 11일 ~ 12일, 후지 TV) - 안도 백작 역
- 유감스러운 남편. (2015년 1월 ~ 3월, 후지 TV) - 주연·하루노 요이치 역
- 스페셜 드라마 〈천재 탐정 미타라이~난해 사건 파일 “우산을 접는 여자”〉 (2015년 3월 7일, 후지 TV) - 주연·미타라이 키요시 역
- 거악은 재우지 못한다 특수 검사의 역습 (2016년 10월 5일, TV 도쿄) - 주연·도미나가 신이치 역
- 커리어 (2016년 10월 ~ 12월, 후지 TV) - 주연·토오야마 킨시로 역

### 영화
- 크리스마스 이브 (2000년, 가가 커뮤니케이션즈) - 코사카 역
- 워터보이즈 (2001년, 도호) - 사토 가쓰마사 역
- SABU~사부~ (2002년, 기네마 준보) - 킨타 역
- 군청의 밤의 모포 (2002년, 가가 커뮤니케이션즈) - 이토 테츠오 역
- ROCKERS (2003년, 가가 커뮤니케이션즈) - 타니 노부유키 역
- SPIRIT (2004년, 스페이스 샤워 픽처즈) - 주연·쿄 역
- 연애 소설 (2004년, WOWOW) - 주연·쿠보 사토시 역
- 아메마스의 강 (2004년, 미코토&바사라) - 주연·카토 신페이 역
- 고스트 샤우트 (2004년, 도쿄 테아트르) - 켄타의 손자 역
- 싸움꾼 NAGURIMONO (2005년, 와이즈 폴리시) - 주연
- 변신 (2005년, 일본 출판 판매) - 주연·나루세 준이치 역
- 다만, 널 사랑하고 있어 (2006년, 도에이) - 주연·세가와 마코토 역
- 미드나이트 이글 (2007년, 쇼치쿠) - 오치아이 신이치로 역
- 스마일 성야의 기적 (2007년, 도호) - 다마키 선생님 역 ※우정 출연
- KIDS (2008년, 토에이) - 주연·타케오 역
- 한여름의 오리온 (2009년, 도호) - 주연·쿠라모토 타카유키 역
- MW-뮤- (2009년, 가가 커뮤니케이션즈) - 주연·유키 미치오 역
- 노다메 칸타빌레 최종악장 전편/후편 (2009년/2010년, 도호) - 주연·치아키 신이치 역
- 오오쿠 (2010년, 쇼치쿠/아스믹 에이스) - 마츠시마 역 ※특별 출연
- 프린세스 도요토미 (2011년, 도호) - 타코야키 가게의 안 짱 역 ※카메오 출연
- 연합 함대 사령장관 야마모토 이소로쿠 (2011년, 도에이) - 신도 도시카쓰 역
- 모든 것은 너를 만났기 때문 (2013년, 워너 브라더스 영화) - 주연·구로야마 가즈키 역
- 조조: 황제의 반란 (2014년, 중국) - 목순 역
- 막부 고교생 (2014년, 도에이) - 주연·가쓰 가이슈 역
- 신은 발리에 있다 (2015년, 팬텀 필름) - 류 역
- 세이로의 바다 탐정 미타라이의 사건부 (2016년, 도에이) - 주연·미타라이 키요시 역
- 라플라스의 마녀 (2018년, 도호) - 나카오카 유지 역
- 항공모함 이부키 (2019년)
- 킹덤2: 아득한 대지로 (2022년) - 창평군 역
- 블랙 나이트 퍼레이드 (2022년) - 크네히트 역 (목소리)
- 킹덤3: 운명의 불꽃 (2023년) - 창평군 역
- 킹덤4: 대장군의 귀환 (2024년) - 창평군 역

#### 더빙
- 타임라인 (2004년, 가가=휴맥스) - 주연·크리스 존스턴 역
- 마다가스카 (2005년, 드림웍스) - 주연·알렉스 역
  - 마다가스카 2 (2009년)
  - 마다가스카 3 (2012년)
- 쥬라기 월드 (2015년, 토호 토와) - 주연·오웬 그레이디 역

### 오리지널 비디오
- 고스트 시스템 (2002년)
- 리볼버 푸른 봄 (2003년) - 주연·오사무 역

### 무대
- 호텔 마제스틱~전장 카메라맨 사와다 코이치 그 삶과 사랑~ (2013년 3월 7일 ~ 27일, 신 국립극장 중 극장/모리노미야 필로티 홀/메이 홀) - 주연·사와다 코이치 역

### 라디오
- 다마키 히로시의 올나이트 닛폰 (2007년 11월 16일, 닛폰 방송)
- Naked (2010년 4월 23일 ~ 2012년 3월 30일, 매주 금요일 22:00 ~ 22:57, bayfm)
- 타마키 히로시의 올나이트 닛폰 GOLD (2013년 2월 8일, 닛폰 방송)

### 다큐멘터리
- 세계 우루룬 체재기 구름 위에서 지내는 콘소족을…타마키 히로시가 만났다 (2002년 5월 5일, MBS)
- MLB 2009 일본인 메이저 리거의 군상 〈대기록으로의 길~이치로〉 (2009년 12월 24일, NHK) - 내레이션
- 유럽 극상 여행 플랜~제멋대로인 당신에게 응합니다~ (2010년 3월 13일, NHK BShi) - 내레이션
- 여자들의, 자신 개국~유럽에서 인생 프티 리셋~ (2010년 3월 23일, NHK) - 내레이션
- BS 아사히 개국 10주년 특별 프로그램 다 빈치의 지문 (2010년 12월 5일, BS 아사히) - 내비게이터
- 지구 대기행 스페셜
  - CBC 개국 60주년 기념 프로그램 정열 카리브 약동 기행 타마키 히로시가 라틴의 혼에 다가가다! (2011년 2월 5일, CBC)
  - 세계 해협 이스탄불~타마키 히로시 아시아 기행 맨 끝의 바다에!~ (2012년 1월 28일, CBC)
- 이단의 왕~유구의 고대 문명 기행~ (2012년 2월 18일, NHK) - 내비게이터
- 다 들춰내고 싶은 남자 〈타마키 히로시 (전편/후편)〉 (2012년 4월 14일/21일, NHK BS 프리미엄)
- 여행의 힘 〈결정적 순간이 잡힌 마음~타마키 히로시 베트남~〉 (2013년 3월 7일, NHK BS 프리미엄)
- 타마키 히로시의 비경 만남 기행 (2014년 10월 2일 ~ 2015년 9월 24일, 매주 목요일 23:00 ~ 23:54, BS 아사히)

### 버라이어티
- 아이언 셰프 (2012년 10월 26일 ~ 2013년 3월 22일·7월 3일, 후지 TV) - 사회

### CM
- 소니 〈VAIO〉 (2001년 5월)
- 오오츠카 제약 〈포카리 스웨트〉
  - 〈바리캉과 바다〉 (2002년 3월)
  - 〈빙하〉 (2002년 7월)
- 시세이도 〈PN〉
  - 〈2002 가을 여력의 눈.〉 (2002년 7월)
  - 〈2003 봄 풍만한 입맞춤.〉 (2002년 12월)
  - 〈2003 겨울 얼음 공주*〉 (2003년 11월)
- 슈에이샤 〈슈에이샤 분코〉
  - 여름 캠페인 〈나츠이치〉 (2003년 7월, 2004년 7월)
  - 가을 캠페인 〈연애 페어〉 (2004년 11월)
- 아사히 맥주 〈아사히 본생 오프 타임〉 (첫 만남 편/녹색 메시지 편, 2004년 3월)
- 나고야 철도 〈메이테츠 특급〉 (2004년 10월)
- 고단샤 〈with〉 (2005년 2월)
- SEED 〈plusmix〉 (2003년 10월 ~ 2007년 9월)
- 시티즌
  - 〈xC〉 (2004년 10월 ~ 2006년 9월)
  - 〈어드바이저리 (시계)〉 (2006년 10월)
- 마루이
  - 〈파티 스타일〉 (2004년 1월)
  - 이미지 캐릭터 (2005년 1월 ~ 2007년 1월)
  - 〈마루이 보이〉 (2007년 2월 ~ 2008년 2월)
- 라 파를러 에스테티크 살롱
  - 〈접근전에 강해진다〉 (2006년 2월)
  - 〈결과로 고르면〉 (2007년 4월)
- 요미우리 신문
  - 〈대기실에서〉 (2007년 5월)
  - 〈자택에서〉 (A/B) (2007년 7월)
  - 〈노인 편〉 / 〈노인 (역전) 편〉 / 〈박식한 박사 편〉 / 〈박식한 박사 (역전) 편〉 (2007년 12월)
  - 〈추적 취재 편〉 [싱크로] / 〈끈질긴 취재 편〉 [탁구] (2008년 7월)
  - 〈잠입 취재 편〉 [각재 타기] (2008년 12월)
- 유캔 〈통신 강좌〉
  - 〈신 유캔 편〉 / 〈칭찬하다 편〉 / 〈올해야말로 편〉 / 〈Web에서 편〉 / 〈지금이 시작할 때 편〉 (2008년 1월)
  - 〈버스 안 편〉 / 〈보트 편〉 / 〈100인의 유캔즈 보이스·자신이 붙었다 편/마이 페이스로 할 수 있다 편/복지계 강좌 편〉 (2008년 1월)
  - 〈유캔 형사〉 (전날 편, 당일/다음날 편) (2008년 8월, 9월)
  - 〈오프닝 편〉 / 〈행정 서사 Before 편〉 / 〈행정 서사 Now 편〉 (2009년 1월)
  - 〈이케맨 선생님 편〉 / 〈당신! 편〉 / 〈행정 서사 Web 어텐션 편〉 / 〈겉 얼굴 OL 편〉 (2009년 1월)
  - 〈택건 Web 어텐션 편〉 / 〈택건 편〉 (2009년 4월)
- 산토리
  - 〈비텔〉 (큰 뜻을 품은 남자 편) (2007년 5월)
  - 〈호로요이〉 (러브 레터 1 편/러브 레터 2 편/이어지는 시간 편, 나우 편/흰 색이 좋아 편/캔버스 편, 흰 색은? 편/좋아하는 색 편/연상 편) (2010년 3월 ~ 2011년 2월)
- MAZDA
  - 〈달리는 기쁨 편〉 (2008년 7월)
  - 〈조사해봤더니, 보조금+감세 편〉 (2009년 6월)
  - 〈DEMIO〉
    - 〈티저 광고 편〉 (2007년 6월)
    - 〈예민해져 보지 않겠는가 편〉 / 〈달려 나가면 편〉 (2007년 7월)
    - 〈더 경쾌하게 편〉 / 〈더 슬림하게 편〉 (2007년 10월)
    - 〈환경 콤팩트·공장 편/WCOTY 편〉 (2008년 4월)
    - 〈데미오와 자전거와 나 편〉 / 〈데미오와 스니커와 나 편〉 (2008년 11월)
    - 〈조사해봤더니 마쯔다 편〉 / 〈하이브리드 비교 검토 편〉 (2009년 4월)
    - 〈가게에, 마쯔닷슈!! 유저 편〉 (2009년 11월)
    - 〈첫 마수걸이 데미오 스타일리시 라이드 편〉 / 〈결산! 데미오 스타일리시 라이드 편〉 (2009년 12월, 2010년 1월)
    - 〈쇼핑 편〉 / 〈파킹 편〉 / 〈거리의 풍경 편〉 (2010년 4월)
    - 〈2011 스타일리시 데미오 편〉 (2011년 2월)

  - 〈AXELA〉 〈스타디움 편〉 (2009년 6월)
  - 〈PREMACY〉 〈첫 마수걸이 프레마시 스타일리시 점프 편〉 / 〈결산! 프레마시 스타일리시 점프 편〉 (2009년 12월, 2010년 1월)
- 반다이 남코 게임스 〈트레저 리포트 기계 태엽의 유산〉 (실사 편) (2011년 4월)
- NEC
  - 〈LaVie/VALUESTAR〉
    - 〈테니스 편〉 (LaVie T) (2004년 10월)
    - 〈선명한 나비 편〉 (LaVie L) / 〈신 시대 편〉 (VALUESTAR SR) (2005년 4월)
    - 〈리모컨 쟁탈 편〉 (LaVie L) (2005년 9월)
    - 〈스케이트 귀여워 편〉 / 〈스케이트 15세? 편〉, 〈확 보고! 응원 편〉 (VALUESTAR W) (2006년 1월, 4월)
    - 〈드라이브 편〉 (LaVie L) / 〈환상의 온천 편〉 (VALUESTAR W) (2006년 9월)
    - 〈확 캐치 편〉 / 〈프리미엄 초코 편〉 (LaVie L) (2007년 1월)
    - 〈PC 프리 스타일 편〉 (VALUESTAR N) / 〈다음이 보고 싶어서 편〉 (LaVie C) (2007년 4월)
    - 〈Core 2 Duo 니까・・・편〉 / 〈파티 편〉 (LaVie L) (2007년 9월)
    - 〈듣고 싶은 소리만 편〉 (신 세계 편/달빛 편) (VALUESTAR W) (2007년 11월)
    - 〈이렇게나 쾌적 편〉 / 〈즐기는 2인 편〉 (VALUESTAR N) (2007년 11월, 2008년 1월)
    - 〈겉모습도 속도 편〉 / 〈리듬&줌 편〉 (LaVie L) (2008년 2월, 4월)
    - 〈1대로 3역 득이라 나이스 편〉 (VALUESTAR W) (2008년 5월)
    - 〈I LaVie N (아이 라비 엔) 편〉 (LaVie N) (2008년 10월)
    - 〈심플 디자인 편〉 (VALUESTAR N) (2008년 11월)
    - 〈본명 노트 편〉 (LaVie L) (2009년 1월)
    - 〈하이비전 시대의 본명 편〉 (LaVie L) (2009년 4월)
    - 〈블루레이 월드 편〉 (LaVie L) (2009년 11월)
    - 〈마음에 반짝반짝 편〉 (LaVie L) (2010년 2월)
    - 〈선명한 액정 편〉 (LaVie L) (2010년 6월)
    - 〈고를 수 있는 3D 라인업 편〉 (VALUESTAR) / 〈집안 어디에서도 지상파 디지털 편〉 (LaVie L) (2010년 10월)
    - 〈안테나 케이블 불필요 편〉 (LaVie L) (2011년 2월)
    - 〈1대 4역 편〉 (VALUESTAR N) (2011년 5월)

  - 〈Lui〉 (Lui가 태어나다 편) (2008년 4월)
  - 〈VersaPro UltraLite〉 (또 하나의 얼굴은・・・편, 드디어 됐어요 편) (2008년 6월, 2009년 1월)
- NEC 카시오 모바일 커뮤니케이션즈 〈FOMA〉
  - 〈타마키 히로시 등장 편〉 (N705iμ) (2008년 2월, NEC)
  - 〈두 개의 세계 편〉 (N906i / N906iμ) (2008년 6월, NEC)
  - 〈두근두근 여행 준비 편〉 (N706i) (2008년 7월, NEC)
  - 〈세계는 변한다 편〉 (N-01A) (2008년 11월, NEC)
  - 〈사람에게 반듯한 곡선 편〉 (N-04A) (2009년 1월, NEC)
  - 〈파티 편〉 (N-06A) (2009년 5월, NEC)
  - 〈두 사람의 마음 편〉 (N-01B) / 〈연속 서프라이즈 편〉 (N-02B) (2009년 12월, NEC)
  - 〈레드 카펫 편〉 (N-04B) / 〈버스데이 파티 편〉 (N-05B) (2010년 5월)
  - 〈TRY! TRY! TRY! 편〉 (N-02C) (2010년 11월)
- 미스터도넛
  - 〈카페오레〉 (추리 소설 편/실연 편/여행 계획 편) (2005년 9월)
  - 〈이사〉 (2006년 4월)
  - 〈이웃 주민/아이스 카페오레 사진〉 (2006년 5월)
  - 〈친구〉 (2006년 8월)
  - 〈비를 그음〉 (2006년 9월)
  - 〈사토가에리 타마키 상〉 (상등 편, 젓가락 편) (2007년 1월, 3월)
  - 〈말차 도넛〉 (다실 편/북 편, 반복 편) (2007년 2월, 6월)
  - 〈스파이시 츄로/트로피컬 츄로〉 (정열과 유혹 편) (2007년 7월)
  - 〈리치 도넛〉 (생겨버렸다 편) (2007년 10월)
  - 〈신 초콜릿〉 (티저 편, 히로시와 히로시 편) (2008년 3월, 4월)
  - 〈쇼콜라 슈〉 (NG 편) (2008년 9월)
  - 〈미분 도넛〉 (못치리 사무라이 편) (2008년 9월)
  - 〈미스터 도넛 프리미엄 브랜드 커피〉 (마음의 목소리/오카와리 자유 편) (2008년 10월)
  - 〈리치 도넛 쇼콜라&미스터 도넛 프리미엄 핫 카페오레〉 (〈우에모노〉 편, 베스트 히트 감사제 〈우에모노〉 편) (2009년 9월, 2009년 10월)
  - 〈일제 도입 도넛〉 (13종류의 신 포니 편) / 〈도넛 리스〉 (시사회 편) (2009년 11월, 12월)
  - 〈쿠키 크룰러 쇼콜라〉 (대행진 편) (2010년 5월)
  - 〈리락쿠마 포인트 de 스크래치〉 (스크래치 편) (2010년 11월)
  - 〈몽블랑 트리〉 (프레젠트 편) (2010년 11월)
  - 〈스페셜 컵〉 (Misdo Special Cup 편) (2011년 4월)
  - 〈쓱 링〉 (안심하고 있었습니다 편) (2011년 4월)
- Noz by Calie
  - 〈샴푸 ~스치듯 지나간 여성 편 (향기, 2샴)~〉 / 〈샴푸 ~고백 편 (향기, 2샴)~〉 (2011년 7월)
  - 〈아웃 버스 트리트먼트 ~거리 속 편~〉 / 〈아웃 버스 트리트먼트 ~살롱 편~〉 (2011년 8월)
- 시코쿠 전력
  - 〈지구와 함께 ［원자력］ 편 / 계속 살리자 ［플루 서멀］ 편〉 (2006년 7월 ~ 2007년 7월)
  - 〈자연은 알고 있다 ［대수］ 편 / ［풍경］ 편〉
  - 〈CO2 컨트롤 스테이션 ［텔레비전］ 편 / ［스탠드］ 편〉 (2008년 6월 ~ 2009년 7월)
  - 〈갤러리~바라보다 편〉 / 〈갤러리~장식하다 편〉 (2009년 7월 ~ 2010년 7월)
  - 저탄소 DOING 〈큰 바퀴 편〉 시리즈 (2010년 7월 ~ 2012년 7월)
- 포카 삿포로 푸드&베버리지 〈게롤슈타이너〉 (입사 편/회식 편) (2013년 4월)
- 타이쇼 제약 〈파브론 비염 캡슐 S〉 (집사의 어드바이스 편) (2014년 2월)
- GREE 〈몬스터 헌터 로아 오브 카드〉 (주차장 편) (2014년 5월)
- 나가타니엔
- 클로렛츠
- 도시샤 〈인디피니〉 (망상 편) (2013년 1월)
- 유니클로 〈UNIQLO JEANS〉 (2014년 9월)
- LION 〈브라이트 W〉 (비교 편) (2015년 4월)
- 다이토 건탁 〈DK SELECT〉 (탄생 편) (2016년 1월)
- 타카라 주조 〈쇼치쿠바이 시라카베구라 《미오》〉 (2016년)
- 노무라 증권 〈꿈에 힘을. 힘에 꿈을.〉 (2016년 5월)

## 사진전
- TASAKI Timeless Message Photo Gallery (2011년 11월 25일 ~ 12월 25일, TASAKI 긴자 본점)
- TTASAKI Pearly Planet Photo Gallery (2013년 11월 22일 ~ 12월 25일, TASAKI 긴자 본점)

## 서적
- Personal book 《white》 (2004년 1월 14일, 쇼덴샤 간:ISBN 978-4-396-43007-8)
- PHOTO BOOK 《COLOR (통상판)》 (2007년 1월 14일, 와니북스 간:ISBN 978-4-8470-2951-6)
- PHOTO BOOK 《COLOR (호화 BOX 세트)》 (2007년 3월 31일, 와니북스 간:ISBN 978-4-8470-2980-6)

## DVD
- Secret of 타마키 히로시 “SPIRIT” (2004년 2월 27일:JAN 4988707546556)
- Realize Hiroshi Tamaki music films 01 (2004년 6월 30일:JAN 4571106702489)
- 세계 우루룬 체재기 Vol.3 (2009년 1월 23일:JAN 4988104050137)
- TAMAKI HIROSHI LIVE TOUR 2009 《alive》 (2010년 3월 10일:JAN 4527427645950)
- 노다메 칸타빌레 치아키 신이치 컴플리트 에디션 (2010년 6월 4일:JAN 4527427646704)

## CD

### 싱글
1. Seasons (2004년 6월 2일, 한정반:YRCN-10048/통상반:YRCN-10049)
2. Emotion (2004년 11월 10일, 한정반:YRCN-10073/통상반:YRCN-10074)
3. Love Goes/eyes (2006년 2월 15일, CD+DVD 한정반:AVCD-30880/B)
4. 希望の海/雨 / 희망의 바다/비 (2006년 4월 26일, CD+DVD:AVCD-30943/B/CD:AVCD-30944)
5. 約束/question / 약속/question (2006년 5월 24일, CD+DVD:AVCD-30947/B/CD:AVCD-30948)
6. ラバイバー 〜悲しみがまた繰り返そうと誰かに愛を唄う〜 / 라바이바 ~슬픔이 다시 반복되려고 누군가에게 사랑을 노래하다~ (2006년 6월 28일, CD+DVD:AVCD-30968/B/CD:AVCD-30969)
7. 踊ろうよ / 춤추자 (2008년 2월 6일, 한정반〈포토 북 첨부〉:AVCD-31371/한정반〈DVD 부착〉:AVCD-31370/B/통상반:AVCD-31372)
8. 抱きしめたい / 안고 싶어 (2008년 3월 19일, 한정반:AVCD-31391)
9. SLOW TIME (2009년 4월 22일, CD+DVD:AVCD-31566/B/CD+포토 북:AVCD-31567)
10. FREE (2011년 5월 25일, CD+DVD 한정반〈A〉:UMCF-9575/CD+DVD 한정반〈B〉:UMCF-9576/통상반:UMCF-5082)

### 앨범
1. RIPPLE (2004년 12월 15일, CD+DVD 한정반:YRCN-11040/CD:YRCN-11039)
2. Bridge (2008년 3월 19일, CD+DVD 한정반:AVCD-23556/B/통상반:AVCD-23557)
3. Times... (2009년 5월 6일, CD+DVD+포토 북 한정반:AVCD-23852/B/통상반:AVCD-23853)
4. START (2011년 6월 22일, 통상반:UMCF-1060/초회 한정반 DVD 부착-LIVE Rehearsal Document-:UMCF-9585)